# Edmund Bieder
Edmund Stanisław Bieder ps. „Nygi”, „Wincenty Komispol”, „Stanisław Berdyszyński” (ur. 17 listopada 1874 w Jordanowie, zm. 22 maja 1937 w Krakowie) – polski nauczyciel, porucznik kawalerii Wojska Polskiego, poeta, publicysta.

## Życiorys
Urodził się 17 grudnia 1885. W okresie zaboru austriackiego w ramach autonomii galicyjskiej przez kilka lat pracował jako profesor w gimnazjum, po czym skoncentrował się na pracy literackiej.
Po wybuchu I wojny światowej wstąpił do Legionów Polskich. Służył w 2 pułku ułanów. Po odzyskaniu przez Polskę niepodległości został przyjęty do Wojska Polskiego. Został awansowany do stopnia porucznika rezerwy kawalerii ze starszeństwem z dniem 1 czerwca 1919. W 1924 zweryfikowany jako porucznik pospolitego ruszenia kawalerii. W 1923, 1924 jako oficer rezerwowy był przydzielony do 3 pułku szwoleżerów i stacjonującego w garnizonie Suwałki. W 1934 jako rezerwy był przydzielony do Oficerskiej Kadry Okręgowej nr V jako oficer w dyspozycji dowódcy OK V i pozostawał wówczas w ewidencji Powiatowej Komendy Uzupełnień Nowy Sącz.
Wydawał głównie wiersze, a także utwory satyryczne, prozę. Publikował w pismach „Nowa Reforma”, „Ilustrowany Kuryer Codzienny”, „Szczutek” i innych periodykach krakowskich i warszawskich. Treścią jego twórczość były m.in. tematyka legionowa oraz Zakopane i Tatry. Na stałe zamieszkiwał najpierw w Zakopanem, a pod koniec życia w Krynicy-Zdroju.
Zmarł 22 maja 1937 w klinice urologicznej UJ w Krakowie po dłuższej chorobie i około rocznej hospitalizacji. Został pochowany na cmentarzu Rakowickim w Krakowie.

## Publikacje
- Poezye (1901)
- Sztuka, jej troski i nadzieje (1902, przekład Williama Morrisa)
- Życie. Impresye (1902)
- Niepokalana (1904)
- 'Wielki król Patacake (1905)
- Komedye Franciszka Zablockiego na tle epoki (1906, 1907)
- Irydion w krainie mogił i krzyżów (1912)
- Mobilizacya w Bronowicach czyli Zwierciadło w którem Kraków z r. 1912 snadnie przejrzeć się może (1914)
- Listy jadowite do wytwornej pani (1924)
- Pieśń o Zakopanem (1926)